# Campeonato Albanês de Futebol de 2019–20 – Primeira Divisão
A Primeira Divisão do Campeonato Albanês de Futebol de 2019–20, também conhecida como Kategoria Superiore de 2019–20, foi a 81.ª temporada oficial do campeonato de clubes equivalente à primeira divisão do futebol albanês (a 84ª temporada se incluirmos três campeonatos não oficiais durante a Segunda Guerra Mundial) e a 20.ª temporada como Kategoria Superiore.
A temporada começou em 23 de agosto de 2019 e terminou em 29 de julho de 2020 e contou com a participação de dez equipes: oitos que permanceram da edição anterior e os dois promovidos da Kategoria e Parë (segunda divisão) de 2018–19. A organização da competição foi da Associação de Futebol da Albânia (em albanês:  Federata Shqiptare e Futbollitou, sigla: FSHF), entidade máxima do futebol na Albânia.
O título da Kategoria Superiore de 2019–20 ficou com o Tirana. O time da capital do país sagrou-se campeão com duas rodadas de antecedência após vencer o Flamurtari por 6–1. Com o resultado, o clube garantiu matematicamente seu 25.º título na história da competição. O título veio junto com o 100º aniversário do clube. Além do título, o campeão da temporada garantiu vaga na primeira pré-eliminatória da Liga dos Campeões de 2020–21, já o segundo e o terceiro colocados, garantiram vaga na primeira pré-eliminatória da Liga Europa da UEFA de 2020–21.
Entre 12 de março e 3 de junho de 2020, a liga foi completamente suspensa devido a pandemia do COVID-19 na Albânia.

## Regulamento

### Sistema de disputa
A Kategoria Superiore é constituída por dez equipes. Cada time joga 36 vezes por temporada, em 4 turnos. As equipes recebem 3 pontos por vitória, 1 por empate e nenhum em caso de derrota. As três equipes melhores colocadas ganham o direito de disputar competições europeias da UEFA, o campeão vai para a Liga dos Campeões da UEFA, e os outros dois times se classificam para a UEFA Europa League. Os dois piores colocados na temporada são rebaixados e o antepenúltimo colocado disputa um play-off para evitar o rebaixamento.

## Participantes
Entre as novidades para esta edição, temos a chegada de dois clubes que foram promovidos da Kategoria e Parë de 2018–19 (segunda divisão albanesa) para a Kategoria Superiore de 2019–20, foram eles, KF Bylis e KF Vllaznia. O KF Kastrioti foi rebaixado para a Kategoria e Parë no final da temporada passada da Kategoria Superiore e o FC Kamza foi excluído da divisão e rebaixado para a Kategoria e Parë, após os incidentes ocorridos durante a partida contra o KF Laçi válida pela 24ª rodada da Kategoria Superiore de 2018–19.

### Informações dos clubes
| Equipe        | Cidade      | Prefeituras | Estádio (ou mando) | Capac. | Título(s) | Ref.         |
| ------------- | ----------- | ----------- | ------------------ | ------ | --- | ------------ |
| KF Bylis      | Balshi      | Fier        | Adush Muça         | 03 360 | 0 (nenhum) | [ 7 ] [ 8 ]  |
| Flamurtari FC | Vlorë       | Vlorë       | Flamurtari         | 08 500 | 1 (em 1990–91) | [ 8 ] [ 9 ]  |
| FK Kukesi     | Kukës       | Kukës       | Utiliza vários     |        | 1 (em 2016–17) | [ 8 ] [ 10 ] |
| KF Laçi       | Laç         | Lezhë       | Laçi               | 05 000 | 0 (nenhum) | [ 8 ] [ 11 ] |
| KS Luftëtari  | Gjirokastër | Gjirokastër | Gjirokastra        | 08 400 | 0 (nenhum) | [ 8 ] [ 12 ] |
| KF Partizani  | Tirana      | Tirana      | Selman Stërmasi    | 12 724 | 16 (1947, 1948, 1949, 1954, 1957, 1958, 1959, 1961, 1962–63, 1963–64, 1970–71, 1978–79, 1980–81, 1986–87, 1992–93, 2018–19)                                                                            | [ 8 ] [ 13 ] |
| KF Skenderbeu | Korçë       | Korçë       | Skënderbeu         | 11 000 | 7 (1933, 2010–11, 2011–12, 2012–13, 2013–14, 2014–15, 2017–18) | [ 8 ]        |
| KF Teuta      | Durrës      | Durrës      | Niko Dovana        | 12 040 | 1 (em 1993–94) | [ 8 ] [ 14 ] |
| KF Tirana     | Tirana      | Tirana      | Selman Stërmasi    | 12 724 | 24 (1930, 1931, 1932, 1934, 1936, 1937, 1964–65, 1965–66, 1968, 1969–70, 1981–82, 1984–85, 1987–88, 1988–89, 1994–95, 1995–96, 1996–97, 1998–99, 1999–00, 2002–03, 2003–04, 2004–05, 2006–07, 2008–09) | [ 8 ] [ 15 ] |
| KF Vllaznia   | Escodra     | Escodra     | Loro Boriçi        | 16 000 | 9 (1945, 1946, 1971–72, 1973–74, 1977–78, 1982–83, 1991–92, 1997–98, 2000–01) | [ 8 ] [ 16 ] |

- (1) O FK Kukesi manda seus jogos na temporada de 2019–20 em vários estádios, devido à reconstrução do Estádio Zeqir Ymeri em Kukës.
- (2) O KF Partizani manda seus jogos na temporada de 2019–20 no Estádio Selman Stërmasi, em Tirana. Sua nova casa, o Partizani Complex, está em construção

### Estádios
| KF Bylis           | Flamurtari FC      | FK Kukesi          | KF Laçi            | KS Luftëtari                       |
| Adush Muça         | Flamurtari         | Vários             | Laçi               | Gjirokastra                        |
| Capacidade: 3.360  | Capacidade: 8.500  |                    | Capacidade: 5.000  | Capacidade: 8.400                  |
|                    |                    |                    |                    |                                    |
| KF Partizani       | KF Skenderbeu      | KF Teuta           | KF Tirana          | KF Vllaznia                        |
| Selman Stërmasi    | Skënderbeu         | Niko Dovana        | Selman Stërmasi    | Loro Boriçi Estádio categoria UEFA |
| Capacidade: 12.724 | Capacidade: 11.000 | Capacidade: 12.040 | Capacidade: 12.724 | Capacidade: 16.000                 |
|                    |                    |                    |                    |                                    |

Fonte: Soccerway.com

## Classificação
| Pos | Equipe            | Pts | J  | V  | E  | D  | GP | GC | SG  | Classificação ou Rebaixamento                  |
| --- | ----------------- | --- | -- | -- | -- | -- | -- | -- | --- | ---------------------------------------------- |
| 1   | KF Tirana (C)     | 70  | 36 | 21 | 7  | 8  | 67 | 35 | +32 | Primeira pré-eliminatória da Liga dos Campeões |
| 2   | FK Kukesi         | 66  | 36 | 19 | 9  | 8  | 59 | 31 | +28 | Primeira pré-eliminatória da Liga Europa       |
| 3   | KF Laçi           | 64  | 36 | 19 | 7  | 10 | 61 | 34 | +27 | Primeira pré-eliminatória da Liga Europa       |
| 4   | KF Skenderbeu     | 58  | 36 | 17 | 7  | 12 | 42 | 43 | −1  |                                                |
| 5   | KF Teuta          | 57  | 36 | 15 | 12 | 9  | 41 | 34 | +7  | Primeira pré-eliminatória da Liga Europa       |
| 6   | KF Partizani      | 53  | 36 | 15 | 8  | 13 | 51 | 40 | +11 |                                                |
| 7   | KF Bylis          | 51  | 36 | 12 | 15 | 9  | 46 | 38 | +8  |                                                |
| 8   | KF Vllaznia (O)   | 46  | 36 | 12 | 10 | 14 | 36 | 41 | −5  | Play-offs do Rebaixamento                      |
| 9   | Flamurtari FC (R) | 15  | 36 | 2  | 9  | 25 | 32 | 72 | −40 | Rebaixados à Kategoria e Parë                  |
| 10  | KS Luftëtari (R)  | 14  | 36 | 2  | 8  | 26 | 19 | 86 | −67 | Rebaixados à Kategoria e Parë                  |

1. ↑  O Teuta classificou-se para a primeira pré-eliminatória da Liga Europa como campeão da Copa da Albânia de 2019–20.

## Resultados
Os clubes jogaram quatro turnos – dois como mandante e dois como visitante – num total de 36 jogos para cada.
| Mandante \ Visitante | BYL | FLA | KUK | LAC | LUF | PAR | SKE | TEU | TIR | VLL |
| -------------------- | --- | --- | --- | --- | --- | --- | --- | --- | --- | --- |
| KF Bylis             | —   | 5–0 | 2–1 | 1–0 | 1–0 | 2–1 | 2–3 | 0–0 | 3–1 | 0–0 |
| Flamurtari FC        | 2–2 | —   | 0–3 | 3–3 | 1–1 | 1–1 | 1–1 | 1–3 | 2–2 | 1–3 |
| FK Kukesi            | 2–1 | 1–0 | —   | 1–1 | 4–1 | 1–0 | 1–1 | 4–0 | 2–1 | 1–2 |
| KF Laçi              | 0–0 | 3–0 | 1–0 | —   | 4–0 | 1–0 | 1–2 | 3–0 | 1–2 | 3–0 |
| KS Luftëtari         | 1–1 | 2–1 | 0–0 | 1–1 | —   | 0–1 | 2–0 | 0–0 | 0–3 | 0–2 |
| KF Partizani         | 1–1 | 1–0 | 0–0 | 1–0 | 2–0 | —   | 3–1 | 1–1 | 1–2 | 1–0 |
| KF Skenderbeu        | 0–3 | 1–0 | 0–0 | 1–4 | 2–0 | 3–2 | —   | 1–0 | 2–1 | 0–1 |
| KF Teuta             | 1–0 | 1–0 | 1–0 | 0–1 | 3–1 | 1–0 | 1–0 | —   | 1–1 | 0–0 |
| KF Tirana            | 2–1 | 2–0 | 1–3 | 2–1 | 3–0 | 1–2 | 3–1 | 0–0 | —   | 0–0 |
| KF Vllaznia          | 0–1 | 2–0 | 1–2 | 1–0 | 0–0 | 1–3 | 4–0 | 0–0 | 0–2 | —   |

| Mandante \ Visitante | BYL | FLA | KUK | LAC | LUF | PAR | SKE | TEU | TIR | VLL |
| -------------------- | --- | --- | --- | --- | --- | --- | --- | --- | --- | --- |
| KF Bylis             | —   | 0–0 | 1–1 | 0–3 | 2–0 | 1–1 | 1–0 | 1–0 | 1–3 | 2–2 |
| Flamurtari FC        | 2–3 | —   | 1–4 | 1–3 | 6–1 | 1–2 | 0–1 | 2–3 | 0–2 | 1–3 |
| FK Kukesi            | 1–0 | 4–1 | —   | 3–1 | 2–1 | 1–0 | 0–0 | 3–0 | 1–2 | 0–0 |
| KF Laçi              | 2–1 | 2–1 | 2–0 | —   | 3–1 | 1–3 | 1–0 | 1–1 | 3–1 | 5–2 |
| KS Luftëtari         | 1–1 | 0–1 | 2–5 | 0–2 | —   | 0–3 | 0–1 | 1–5 | 0–5 | 0–1 |
| KF Partizani         | 2–2 | 2–0 | 1–3 | 1–0 | 8–1 | —   | 1–2 | 0–1 | 1–1 | 3–0 |
| KF Skenderbeu        | 1–1 | 1–0 | 2–1 | 1–1 | 2–0 | 4–1 | —   | 3–2 | 1–2 | 2–1 |
| KF Teuta             | 1–0 | 1–1 | 2–2 | 2–3 | 1–1 | 0–0 | 1–0 | —   | 1–0 | 3–1 |
| KF Tirana            | 1–1 | 2–0 | 1–2 | 1–0 | 5–1 | 5–1 | 1–1 | 2–1 | —   | 3–0 |
| KF Vllaznia          | 2–2 | 1–1 | 1–0 | 0–0 | 4–0 | 1–0 | 0–1 | 0–3 | 0–1 | —   |

## Estatísticas da temporada

### Artilheiros
| Pos. | Jogador         | Clube      | Gols |
| ---- | --------------- | ---------- | ---- |
| 1    | Kyrian Nwabueze | Laçi       | 23   |
| 2    | Vasil Shkurtaj  | Kukësi     | 22   |
| 3    | Sherif Kallaku  | Teuta      | 14   |
| 4    | Michael Ngoo    | Tirana     | 13   |
| 5    | Redon Xhixha    | Laçi       | 12   |
| 6    | Dejvi Bregu     | Skënderbeu | 10   |
| 6    | Eraldo Çinari   | Partizani  | 10   |
| 6    | Gilman Lika     | Vllaznia   | 10   |
| 6    | Idriz Batha     | Tirana     | 10   |
| 6    | Kristal Abazaj  | Kukësi     | 10   |
| 6    | Saliou Guindo   | Bylis      | 10   |

Fonte: Soccerway.com

## Premiação
| Abyssnet Superiore de 2019–20 Primeira Divisão do Campeonato Albanês de Futebol |
| ------------------------------------------------------------------------------- |
| Klubi i Futbollit Tirana Campeão (25º título)                                   |